# I Need You (The Beatles)
I Need You is, na Don't Bother Me dat verscheen op With the Beatles, het tweede nummer dat werd geschreven door George Harrison en werd uitgegeven op een album van The Beatles. Het nummer werd in 1965 uitgebracht op de soundtrack van Help!, de tweede speelfilm van The Beatles. In de film is te zien hoe The Beatles I Need You op Salisbury Plain spelen, samen met het nummer, The Night Before.
In 1964 ontmoette Harrison zijn toekomstige vrouw Pattie Boyd tijdens de opnamen van de eerste speelfilm van The Beatles, A Hard Day's Night. I Need You is een liefdeslied dat Harrison waarschijnlijk voor haar schreef. De twee zouden in 1966 trouwen.
De opnamen voor I Need You begonnen op 15 februari 1965 in de Abbey Road Studios in Londen. Dit was de eerste opnamedag voor wat uiteindelijk het album Help! zou worden. Die dag werd de backing track van het nummer in vijf takes opgenomen. De volgende dag werden enkele overdubs aan het nummer toegevoegd: de zang van Harrison en een koebel bespeeld door Ringo Starr. Ook voegde Harrison de voor het lied kenmerkende gitaarpartij toe. Dit geluid werd gecreëerd met een effectpedaal. Diezelfde sessie zouden The Beatles nogmaals gebruikmaken van het effectpedaal op Yes It Is, de B-kant van de single Ticket to Ride.

## Credits
- George Harrison - zang, gitaars
- John Lennon - achtergrondzang, snare trommel
- Paul McCartney - achtergrondzang, basgitaar
- Ringo Starr - Akoestische gitaarhits, koebel